# خمسون شلن (عملة معدنية إنجليزية)
العملة الإنجليزية فئة خمسين شلن قيمتها 21⁄2 جنيه إسترليني سكت مرة واحدة فقط في عام 1656. وكانت عملة ذهبية منقوشة آلياً تزن 22.7 غ (0.73 ozt) وقطرها 30 مـم (1.2 بوصة) . ومن المعروف أن أحد عشر نموذج فقط قد نجا. سجل بيع عينة رائعة للغاية بمبلغ 15250 جنيه إسترليني في مايو 1989.
بيع مثال لامع في لندن في يناير 2021 مقابل 471200 جنيه إسترليني (643597 دولار أمريكي) بما في ذلك عمولة المشتري البالغة 24 بالمئة مما أدى إلى تحقيق سعر قياسي جديد لعملة كرومويل.
يصور وجه العملة أوليفر كرومويل كإمبراطور روماني مع النقش OLIVAR DGRP ANG SCO HIB &c PRO - أوليفر بنعمة الله من كومنولث إنجلترا واسكتلندا وأيرلندا إلخ. الحامي. ويصور الوجه الخلفي درع متوج يحمل شعار الكومنولث مع نقش PAX QVÆRITUR BELLO - يقومون بالبحث عن السلام بناءً على الحرب وتاريخ 1656 في حين يوجد أيضًا نقش على الحافة PROTECTOR LITERIS LITERÆ NVMMIS CORONA ET SALVS - حامي الحروف الحروف هي إكليل وحماية للعملات المعدنية.